# The Best Damn Thing
The Best Damn Thing é o terceiro álbum de estúdio da artista musical canadense Avril Lavigne, lançado no dia 17 de abril de 2007 através da RCA Records. O disco representa um afastamento sonoro de seu álbum de estúdio anterior, Under My Skin (2004), que incorpora em grande maioria elementos da música pós-grunge. Segundo Lavigne, o objetivo com álbum era criar algo mais animado e, ao mesmo tempo, diferente do que havia feito até o momento, trazendo influências fortes do pop punk e do teen pop. As canções foram, em boa parte, compostas junto com Lukasz Gottwald, Butch Walker e Evan Taubenfeld. Já a produção esteve a cargo de Dr. Luke, Rob Carvallo, Walker, Deryck Whibley e Lavigne, pela primeira vez produtriz executiva de seus discos. Considerado por uma gama de críticos como o empenho mais comercial de Lavigne, o álbum, em geral, não é autobiográfico e não possui um significado profundo para a intérprete, sendo baseado principalmente em temas como o amor e a autoconfiança feminina.
Assim que entrou em distribuição, The Best Damn Thing conquistou imediatamente sucesso crítico e comercial. Diversos analistas elogiaram sua transição do gênero alternativo para o pop punk (em maior proporção quando comparado a seus antecessores). No entanto, a principal crítica do álbum foi relativa a seu conteúdo lírico, que alguns avaliaram como muito áspero ou brutal em certos momentos. Em sua primeira semana de vendas teve exatas 289 000 cópias distribuídas ao redor dos Estados Unidos, estreando na primeira posição da Billboard 200. O álbum também estreou no topo das paradas da Áustria, Canadá, Reino Unido e muitos outros países. O agregador de resenhas online Metacritic atribuiu-lhe uma média de 66 pontos, numa escala que vai até 100, embasado em 19 resenhas recolhidas de meios especializados em música. A nível mundial foram distribuídas mais de seis milhões de cópias do mesmo, que ficou em quarto lugar entre os mais vendidos do ano de 2007, segundo dados da IFPI.
O lançamento de The Best Damn Thing foi precedido pela divulgação do single "Girlfriend", que se tornou até o momento o maior êxito comercial da carreira de Lavigne, chegando ao primeiro lugar nas paradas em dez países, incluindo Austrália, Canadá, Japão e Estados Unidos, onde a artista adquiriu seu primeiro e até então único número um na Billboard Hot 100. Além do mais, também entrou no top dez da maioria dos outros países e liderou a lista anual de músicas mais baixadas no mundo, com mais de 7.3 milhões de carregamentos, em 2007. Os singles posteriores obtiveram sucesso inferior ao primeiro. "When You're Gone", segundo foco da promoção do disco, fracassou na tentativa de repetir o sucesso de seu precursor, apesar de obter um desempenho positivo. Seu sucessor, "Hot", foi mais bem-sucedido na Austrália, Canadá e alguns países europeus, enquanto nos Estados Unidos falhou em termos comerciais. O derradeiro e quarto single extraído do álbum, "The Best Damn Thing", não conseguiu qualquer resultado significativo nas tabelas musicais, ficando fora das primeiras quarenta posições na maioria dos países que obteve execução.

## Composição e divulgação
Avril afirmou à MTV dos EUA que uma de suas referências para compor as faixas de The Best Damn Thing foi a sua última turnê, The Bonez Tour. Deryck Whibley, seu ex-marido, disse que produziu mais de 25 músicas, mesmo não sabendo quais iriam ser incluídas no álbum. Rob Cavallo, que já trabalhou com Green Day e My Chemical Romance, também ajudou a fazer algumas canções. No geral, foi uma produção numerosa que trabalhou em The Best Damn Thing. O objetivo de criar esse álbum, segundo Avril, era ter algo cheio de energia, com refrões memoráveis atitudes de rock and roll e punk pop. Uma das últimas canções escritas foi composta no período do natal de 2006, pouco tempo antes do lançamento oficial do disco.
Ainda em entrevista, Lavigne disse que nunca se divertiu tanto a gravar um disco de estúdio e que escreveu "Girlfriend" quando estava embriagada. A letra dessa música saiu em minutos, além de ajudar a escrever e gravar um outro hit, "I Can do Better", mas o refrão demorou horas, além de precisar da ajuda de Whibley para finalizar. Em "When You're Gone", Avril estava escrevendo uma música lenta, e não extravagante como as anteriores.
Na hora das composições das canções, Avril afirmou que não houve nenhum diretor artístico por trás dela neste projeto e que ela sabia exatamente como o som deveria soar. Ao escolher os produtores e colaboradores musicais, a canadense queria que tudo fosse "perfeito", desde os acordes até o tipo de batida na bateria, fazendo todos os esforços para assegurar que o The Best Damn Thing fosse o melhor álbum já feito por ela. "Toda a gravação foi um verdadeiro prazer, eu não sei como que você poderia se divertir tanto como na gravação de um disco", disse a cantora. E sobre o produtor Butch Walker, Avril falou que "é um artista talentoso e incrível". Sobre o trabalho com Dr. Luke a canadense acrescentou que ela foi "ouvida e  entendida" pelo Luke. A foto da capa do disco foi feita de forma caseira e tirada por Deryck Whibley, com a cantora afirmando que foi muito divertido e que às vezes artistas pagam milhares de dólares para profissionais fazerem o mesmo.
Na divulgação de sua volta à cena musical, depois de três anos sem lançar um álbum de inéditas, Avril foi a escolhida para cantar a trilha sonora principal do filme Eragon, com a canção "Keep Holding On", que também está presente em The Best Damn Thing.

## Indicações e premiações

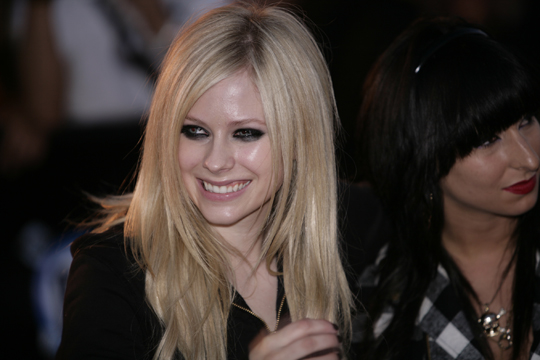
Avril na premiação do MMVA, na qual conquistou dois prêmios.

The Best Damn Thing venceu a categoria de "melhor álbum" no Juno Awards, e foi indicado na mesma categoria no MTV Europe Music Awards e no MTV Awards Japan. O álbum ganhou no Japan Golden Disc Awards de 2008 as categorias "álbum do ano" e "álbuns mais vendidos do ano", no Golden Disc Awards IFPI Hong Kong Group de 2007 venceu a categoria "10 melhores álbuns do ano".
A canção "Girlfriend" ganhou um prêmio no MTV Video Music Awards Latin America na categoria "melhor música pop do ano", no MTV Europe Music Awards na categoria de "melhor música", no MTV Awards Japan pelo "melhor videoclipe" e "melhor música para karaokê, e no MTV Asia Awards 2008 pelo "melhor remix". Na principal premiação do Canadá, o Juno Awards, Lavigne foi indicada nas categorias de "melhor single do ano", "artista do ano", entre outras. Porém, não venceu em nenhuma das indicações recebidas. No Much Music Awards, ela venceu nas categorias de "melhor canção internacional" na edição de 2007 e "videoclipe mais assistido" em 2008.

## Recepção da crítica
| Críticas profissionais | Críticas profissionais |
| Pontuações agregadas   | Pontuações agregadas   |
| Fonte                  | Avaliação              |
| ---------------------- | ---------------------- |
| Metacritic             | 66/100                 |
| Avaliações da crítica  |                        |
| Fonte                  | Avaliação              |
| Billboard              | 70/100                 |
| Boston Globe           | 60/100                 |
| Now Magazine           | [ 20 ]                 |
| About.com              | [ 21 ]                 |
| 'Hot Press             | [ 22 ]                 |
| Sputnikmusic           | [ 23 ]                 |
| Ukmix                  | [ 24 ]                 |
| Artist direct          | [ 25 ]                 |
| Allmusic               | [ 26 ]                 |
| Blender                | [ 27 ]                 |

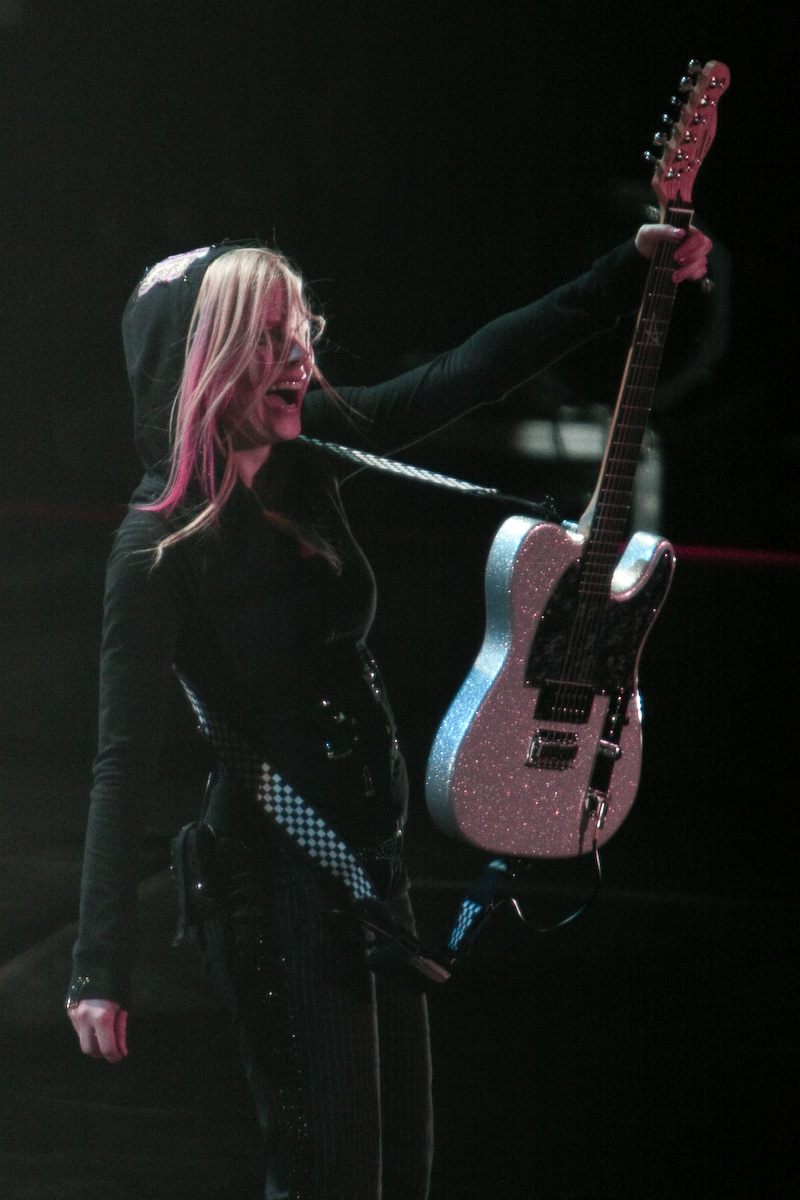
Avril se apresentando na turnê The Best Damn Tour, em 2008.

O site Metacritic deu ao álbum The Best Damn Thing uma média de 66 pontos, numa escala que vai até 100, baseada em 19 resenhas de críticos especializados em música, incluindo publicações das revistas Billboard e Rolling Stone. O crítico Alex Macpherson, do jornal britânico The Guardian, disse que "na maioria dos terceiros álbuns de cantoras é tempo de crescer, amadurecer. Mas com Avril foi diferente, mesmo ela sendo uma mulher casada com seus [até então] 22 anos de idade, ela deixou correr em seu interior uma adolescente rebelde. Um exemplo é a frase da música 'Girlfriend' Hell yeah, I'm the motherfucking princess, que agride verbalmente suas 'rivais'". Ele encerrou sua crítica dizendo que The Best Damn Thing era um retorno triunfal.
Spence D., do site IGN, disse que Avril "está a acompanhar mais os passos de sua 'irmã' canadense Alanis Morissette". Ele disse ainda que "'Girlfriend' é uma música mal-humorada, do gênero pop adolescente". Segundo o crítico, o single "Runaway" transmite ondulações de energia acústica e é a primeira canção que realmente sugere uma Avril Lavigne mais madura". Ele continua, dizendo que "Lavigne tem outro ponto notável, ela é uma mulher madura e se libertou das 'cadeias' da adolescência. A canção 'When You're Gone' é uma balada repleta de instrumentos de cordas, piano e com acompanhamento acústico". Ele julgou a letra de "Everything Back But You", como vinda de "alguém irritado ou bravo" e que "'Hot' muda imediatamente seu jeito como uma uma pessoa apaixonada cantando, e explica que isso está ocorrendo pois seu público está deixando a antiga Avril para trás, mas que também estão crescendo com ela". Ele finaliza comentando que "Innocence" é "o tipo de música que proporciona ainda mais brilho ao amadurecimento de Lavigne" e que "'I Don't Have To Try' relembra a década de 1980".
A revista Blender disse que o disco apresenta uma grande balada, "When You're Gone", e um monte de músicas "bobas" de pop-punk, entre elas "Everything Back But You" e "I Can Do Better". O maior talento de Avril, segundo a revista, é "o seu ouvido perfeito para o pop-rock" e que ela "sabe usar bem em suas músicas". A revista Rolling Stone dos EUA, destacou que "Girlfriend" é uma grande canção e que o álbum The Best Damn Thing só tem músicas lentas, exceto "Girlfriend" e "Contagious".
O site About.com especializado em música, afirmou que o "The Best Damn Thing" é do tipo que faz um crítico de música querer "arrancar os cabelos". O álbum inclui um pequeno conjunto de faixas "fantásticas", mas elas estão intercaladas por músicas inferiores. O site também disse que Lavigne é uma das principais artistas da música pop do século XXI. Porém, segundo o crítico do site, Bill Lamb, ela também é uma "criança malcriada" ao mesmo tempo. Ele julgou a música "When You're Gone", como uma grande balada e que causa um impacto emocional a quem a ouve. O único hit com maior qualidade no CD é o single "Keep Holding On", que consegue transmitir uma emoção verdadeira. Bill diz que: quem é um fã verdadeiro de Avril irá ter esse álbum, por causa das boas músicas que nela contém e o About.com faz um julgamento das melhores músicas: "The Best Damn Thing", "When You're Gone", "Everything Back But You", "Innocence" e "Keep Holding On" respectivamente. O crítico encerra dizendo que o álbum da canadense, muitas vezes soa quando ela ainda era adolescente, e que seu próximo trabalho poderá ser um dos mais interessantes de sua carreira. No portal de resenhas da Irlanda, Entertainment.ie, foi dito que esse álbum é apenas uma repetição dos dois trabalhos anteriores, e que é apenas adicionado um gênero Punk, as músicas "When You're Gone" e "Innocence", não tem o mesmo apelo, se comparar com a música "I'm With You" do CD Let Go.
Darryl Sterdan, do site CANOE Jam!, criticou as doze faixas do álbum, começando por "Girlfriend" como o mais atrativo, e que lembra o estilo de Toni Basil. O "I Can Do Better" como o mais "brincalhão". O "Runaway" lembra as músicas antigas da canadense. A canção "The Best Damn Thing" lembra a outra música do próprio CD, "Girlfriend". "When You're Gone" como uma "balada" com piano e refrão bombástico. "Everything Back But You" como o desabafo de Lavigne em sua composição. "Hot" como o estilo mais velho de Avril. "Innocence" como a música perfeita em casamentos. A composição de "I Don't Have to Try", segundo ele, coloca seu homem em seu respectivo lugar. "One of Those Girls" como uma canção típica de bandas formadas somente por meninas. "Contagious" como bombeamento do gênero pop-rock. E encerra dizendo que o "Keep Holding On" usa um violão dedilhado, cordas vocais exuberante e um pouco de romance e é idêntico as músicas da cantora Alanis Morissette.

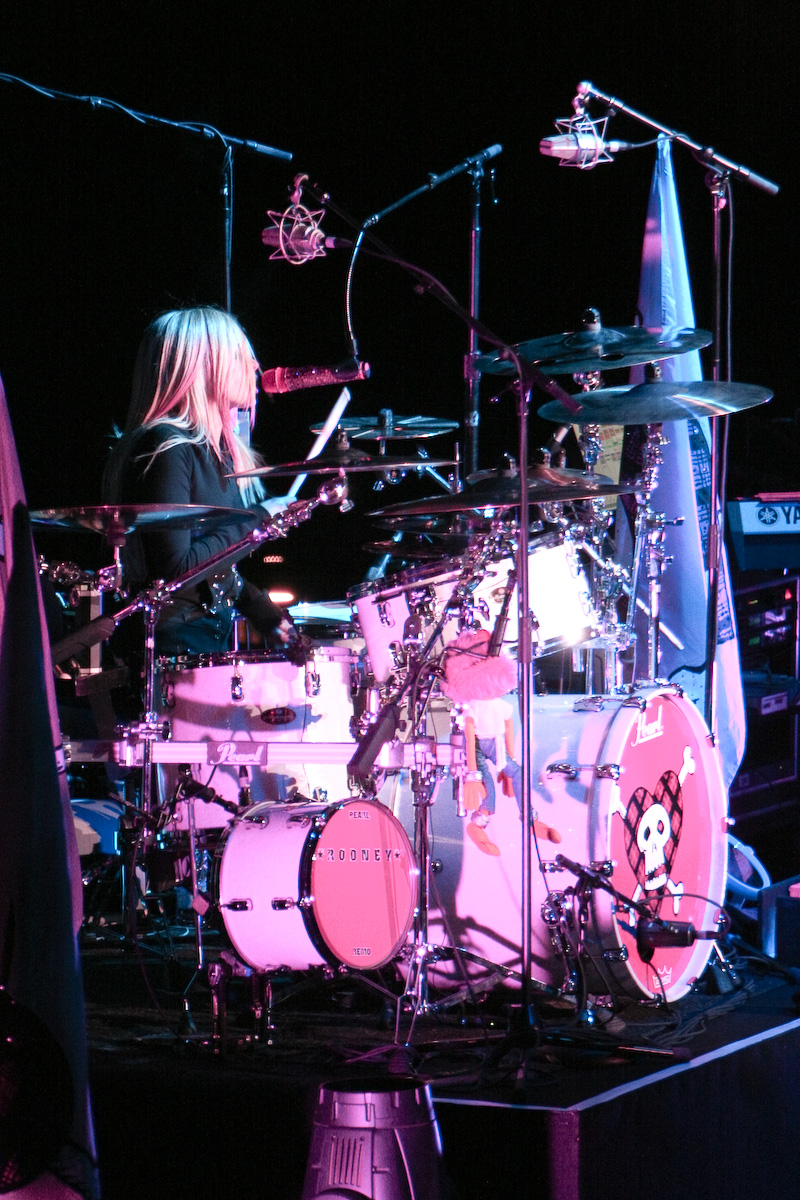
Avril em concerto com a The Best Damn Tour, em 2008

O site Yahoo! Music do crítico Luke Turner começa dizendo sobre sua vida pessoal ao avaliar o "The Best Damn Thing" que: Avril se desfez de seus skates e que toda a felicidade conjugal não parece ter sido transmitida sobre esse álbum, e que há influências do Let Go. O refrão do single The Best Damn Thing diz: Where are the hopes / Where are the dreams / Where are the Cinderella Stories?, mostra que ela se baseou em artifícios e a letra do "I Can Do Better" é mal elaborada. Musicalmente falando segundo o Turner, marido de Lavigne e colaboradores, parece ter decidido que crescer um pouco, significa muito ruim ter sons de cordas e piano pesado na música "Innocence", e que lembra o single pop de Girlfriend. E encerra dizendo que há um trecho polêmico em "I Don't Have to Try", na parte "I'm the one who wears the pants" mostra a provocação de Lavigne com as britânicas Amy Winehouse, Lily Allen e a norte-americana Britney Spears. O crítico Chris Willman do tabloide sensacionalista Entertainment Weekly disse que "The Best Damn Thing" já começa com provocações nas músicas "I Can Do Better" e mais intensamente em "I Don't Have to Try" e que a música de "Girlfriend" foi feita para garotas que queiram "roubar" namorados dos outros. E finaliza comentando que esse álbum é o melhor rock 'n' roll da canadense para meninas adolescentes e que elas irão ouvir por muitos anos.
O crítico Rafael Carnovale do site brasileiro, "Whiplash" especializado em rock e heavy metal, disse que esse CD é o puro pop-rock, "Girlfriend" é só pop-punk, igual ao "I Can Do Better", e que lembra muito o trabalho do Blink-182. "Runaway" é somente um único gênero: pop, daquelas músicas que ficam na mente por tempos, típica do estilo adolescente. E que a mais "leve" entre todas é o "When You're Gone" aonde a cantora soa muito como o estilo de Alanis Morrissette, e a básica, porém eficiente, "Keep Holding On". O crítico disse também que esse trabalho não vai acrescentar muito na carreira de Lavigne, mas que garante boas músicas como "Hot" um som não tão pesado, "I Don´t Have to Try" uma música quase punk rock, "One of These Girls" como a canção mais pesada no álbum The Best Damn Thing. E encerra dizendo que é um bom CD, mas que Lavigne precisa de se voltar musicalmente, senão o som fica repetitivo, e que são poucos os artistas tem esse essa habilidade.
Alex Nunn, do site britânico Music OMH, disse que o single "Girlfriend" é uma música confiante, às vezes arrogante, que mostra o ponto de vista de Lavigne para os homens. As músicas "I Can Do Better" e "Everything Back But You" não são 'humildes' e que a cantora "quebra" a música com risos histéricos. "When You're Gone" e "Innocence", entretanto, mostram claramente que Avril usou a combinação de cordas de violão e piano sútil, um bom trabalho feito. Todas as canções compostas pelo cantor/guitarrista Evan Taubenfeld são consideradas "faixas de destaque" do álbum. E que a 'inocência' de "The Best Damn Thing" faz dele como uma diversão e que, "Runaway" junto a uma "onda" de guitarras barulhentas e Travis Barker, o baterista de Lavigne, que a vê professar suas qualidades para uma potencial parceria para produzir hits. Nunn finaliza dizendo que The Best Damn Thing é um álbum divertido e exuberante, e coloca um "toque ousado" dos lançados anteriormente: Let Go e Under My Skin.
A crítica de música Livia Orsini Taffo do site brasileiro Terra Networks, disse que o álbum lembra seu começo de carreira com um estilo punk 'skatista', que as músicas reclamam de tudo, e que Avril Lavigne está com a mesma imagem de sempre. As faixas do álbum erram pelo estilo instável, às vezes é pop punk, outras vezes é rock 'n' roll. As canções "When You're Gone", "Innocence" e "Keep Holding On" são as mais tranquilas. E encerra dizendo que a canadense sabe alcançar tanto notas altas quanto baixas com um bom vocal. O portal G1 disse que o álbum não apresenta nada de melhor do que as mesmas lamúrias e provocações que Avril vem apresentando desde seu CD de estreia, o Let Go, e encerra dizendo que a única diferença é a divulgação dos iPods e MySpaces, que antes não existia e recomenda que ouça as músicas "Girlfriend" e "Keep Holding On".

## Divulgação
Depois do lançamento de The Best Damn Thing, Lavigne iniciou a promoção do trabalho investindo ainda mais em espetáculos e em apresentações. Ela fez show acústico para anunciar sua próxima turnê, no Whisky a Go Go, em West Hollywood, Califórnia. Em 2008 foi lançada a The Best Damn Tour, que teve início no Canadá e término em Pequim, na China, no estádio Wukesong Arena Beijing. Essa turnê foi a única a ter coreografia com a participação de dançarinas que haviam entrado na equipe em 2007. A turnê teve ao todo 110 shows oficiais, que começou na América Anglo-Saxônica, passou pela Europa e encerrou-se na Ásia. A lista de canções incluía as canções dos álbuns Let Go, Under My Skin e The Best Damn Thing. Esta foi a maior turnê de produção de Lavigne na qual foi dirigida por Jamie King.

### Singles
"Girlfriend", o primeiro single lançado do álbum, foi produzido pelo Dr. Luke e foi um sucesso global. Chegou ao primeiro lugar na Billboard Hot 100 dos EUA . O single também alcançou o número um em doze outros países em todo o mundo, incluindo Austrália, Canadá e Japão. Foi também a música mais vendida de 2007 em todo o mundo. O videoclipe que acompanha o vídeo quebrou os recordes do YouTube , tornando-se o vídeo mais visto de todos os tempos em julho de 2008. Ele registra o recorde como o primeiro vídeo do YouTube a atingir 100 milhões de visualizações. Houve também um remix da música com o rapper Lil Mama.
"When You're Gone" foi o segundo single. Lançada em 19 de junho de 2007, enquanto "Girlfriend" ainda era forte nas paradas, a balada se tornou outro sucesso no Reino Unido e em outros países. Ele alcançou o número 4 no Hot 100 europeu, estava perto de chegar ao top 20 no Billboard Hot 100 dos EUA e alcançou o status de top 20 em mais de treze países. Existe uma versão acústica da música na edição de luxo de The Best Damn Thing, disponível apenas na iTunes Store.
"Hot" foi o terceiro single, lançado em outubro de 2007. A música foi escrita pela própria Lavigne e Evan Taubenfeld ; mostra Lavigne da maneira mais reveladora. A letra descreve os sentimentos de Lavigne por um cara que "a faz sentir quente". O videoclipe da música foi considerado o mais sexy até o momento na época. O single foi o menos bem-sucedido nos EUA, alcançando apenas o número 95 na Billboard Hot 100, mas conseguiu alcançar o top 10 no Japão e no Canadá e o top 20 na Austrália. Foi gravada uma versão da música na qual o refrão foi substituído por uma letra em mandarim.
"Innocence" foi o terceiro single na Itália, e a MTV Italia fez um vídeo não oficial.
"The Best Damn Thing" foi o quarto single do álbum. Foi lançado em 13 de junho de 2008 e foi produzido por Butch Walker. A música tem uma forte vibração pop-punk misturada com um tema adolescente-líder de torcida. "Innocence" foi lançado como um single de rádio na Itália e o Canadá, e conseguiu figurar nas últimas.

## Lista de faixas
O álbum contém 12 faixas inéditas, todas compostas por Avril Lavigne junto com outros escritores como Lukasz Gottwald, Butch Walker e Evan Taubenfeld. A RCA lançou The Best Damn Thing em edição japonesa, contendo duas faixas bônus.
| The Best Damn Thing (edição padrão) |                           |                                     |                                             |         |  |
| N.º                                 | Título                    | Compositor(es)                      | Produtor(es)                                | Duração |  |
| 1.                                  | "Girlfriend"              | Avril Lavigne · Lukasz Gottwald     | Dr. Luke · Matt Beckley[A] · Steven Wolf[A] | 3:37    |  |
| 2.                                  | "I Can Do Better"         | Lavigne · Gottwald                  | Luke · Beckley[A] · Wolf[A]                 | 3:17    |  |
| 3.                                  | "Runaway"                 | Lavigne · Gottwald · Kara DioGuardi | Luke · Beckley[A] · Wolf[A]                 | 3:48    |  |
| 4.                                  | "The Best Damn Thing"     | Lavigne · Butch Walker              | Walker                                      | 3:10    |  |
| 5.                                  | "When You're Gone"        | Lavigne · Walker                    | Walker                                      | 4:00    |  |
| 6.                                  | "Everything Back But You" | Lavigne · Walker                    | Walker                                      | 3:03    |  |
| 7.                                  | "Hot"                     | Avril Lavigne · Evan Taubenfeld     | Luke · Beckley[A] · Wolf[A]                 | 3:23    |  |
| 8.                                  | "Innocence"               | Lavigne · Taubenfeld                | Rob Cavallo                                 | 3:53    |  |
| 9.                                  | "I Don't Have To Try"     | Avril Lavigne · Gottwald            | Luke · Beckley[A] · Wolf[A]                 | 3:17    |  |
| 10.                                 | "One of Those Girls"      | Lavigne · Taubenfeld                | Deryck Whibley                              | 2:55    |  |
| 11.                                 | "Contagious"              | Lavigne · Matt Brann · Taubenfeld   | Wkibley                                     | 2:11    |  |
| 12.                                 | "Keep Holding On"         | Lavigne · Gottwald                  | Luke · Beckley[A]                           | 4:02    |  |
| Duração total:                      | Duração total:            | Duração total:                      | Duração total:                              | 40:39   |  |

| The Best Damn Thing (edição japonesa) |                              |                               |                             |         |  |
| N.º                                   | Título                       | Compositor(es)                | Produtor(es)                | Duração |  |
| 13.                                   | "Alone"                      | Lavigne, Gottwald, Max Martin | Luke · Beckley[A] · Wolf[A] | 3:13    |  |
| 14.                                   | "Girlfriend" (vídeo musical) | Lavigne · Gottwald            |                             | 3:48    |  |
| Duração total:                        | Duração total:               | Duração total:                | Duração total:              | 47:40   |  |

| The Best Damn Thing (edição alemã) |                             |                    |                             |         |  |
| N.º                                | Título                      | Compositor(es)     | Produtor(es)                | Duração |  |
| 13.                                | "Grilfriend" (versão alemã) | Lavigne · Gottwald | Luke · Beckley[A] · Wolf[A] | 3:37    |  |
| Duração total:                     | Duração total:              | Duração total:     | Duração total:              | 44:16   |  |

| The Best Damn Thing (edição do iTunes Store) |                                                  |                    |                   |         |  |
| N.º                                          | Título                                           | Compositor(es)     | Produtor(es)      | Duração |  |
| 13.                                          | "When You're Gone" (versão acústica)             | Lavigne · Walker   | Luke              | 3:58    |  |
| 14.                                          | "I Can Do Better" (versão acústica)              | Lavigne · Gottwald | Luke              | 3:39    |  |
| 15.                                          | "Girlfriend" (The Submarines' Time Warp '66 Mix) | Lavigne · Gottwald | The Submarines[B] | 3:10    |  |
| Duração total:                               | Duração total:                                   | Duração total:     | Duração total:    | 51:26   |  |

| The Best Damn Thing (edição japonesa limitada) |                                                  |                                    |                           |         |  |
| N.º                                            | Título                                           | Compositor(es)                     | Produtor(es)              | Duração |  |
| 13.                                            | "Alone"                                          | Lavigne, Gottwald, Martin          | Luke, Beckley[A], Wolf[A] | 3:13    |  |
| 14.                                            | "I Will Be"                                      | Lavigne, Gottwald, Martin          | Luke, Beckley[A], Wolf[A] | 4:00    |  |
| 15.                                            | "I Can Do Better" (versão acústica)              | Lavigne, Gottwald                  | Wolf                      | 3:39    |  |
| 16.                                            | "Girlfriend" (The Submarines' Time Warp '66 Mix) | Lavigne, Gottwald                  | Submarines[B]             | 3:10    |  |
| 17.                                            | "Girlfriend" ("Dr. Luke Remix") (com Lil Mama)   | Lavigne, Gottwald, Niatia Kirkland | Luke                      | 3:24    |  |
| Duração total:                                 | Duração total:                                   | Duração total:                     | Duração total:            | 58:05   |  |

| The Best Damn Thing (edição japonesa limitada em DVD) |                                                                      |                               |                  |         |  |
| N.º                                                   | Título                                                               | Compositor(es)                | Diretor(es)      | Duração |  |
| 1.                                                    | "Everything Back But You" (ao vivo no Orange Lounge)                 | Lavigne · Walker              |                  | 3:01    |  |
| 2.                                                    | "Girlfriend" (ao vivo no Orange Lounge)                              | Lavigne · Gottwald            |                  | 3:39    |  |
| 3.                                                    | "Hot" (ao vivo no Orange Lounge)                                     | Lavigne · Taubenfeld          |                  | 3:20    |  |
| 4.                                                    | "When You're Gone" (ao vivo no Orange Lounge)                        | Lavigne · Walker              |                  | 3:53    |  |
| 5.                                                    | "Girlfriend" (vídeo musical)                                         | Lavigne · Gottwald            | The Malloys      | 3:48    |  |
| 6.                                                    | "When You're Gone" (vídeo musical)                                   | Lavigne · Walker              | Marc Klasfeld    | 4:00    |  |
| 7.                                                    | "Hot" (vídeo musical)                                                | Lavigne · Taubenfeld          | Matthew Rolston  | 3:22    |  |
| 8.                                                    | "Girlfriend" (vídeo musical da versão "Dr. Luke Remix" com Lil Mama) | Lavigne · Gottwald · Kirkland | R. Malcolm Jones | 3:24    |  |
| Duração total:                                        | Duração total:                                                       | Duração total:                | Duração total:   | 28:27   |  |

## Créditos
Aqui são listados todos os sessenta profissionais que trabalharam no terceiro álbum de estúdio de Avril Lavigne, entre elas as funções de baterista, guitarrista, baixista, percussionista, tecladista, violinista, mistura, equipe de produção, design, fotgrafia, arranjos, A&R, dentre outros.
| - Lukasz "Doctor Luke" Gottwald - Baixo, Guitarra, Produção, Programação - Butch Walker - Baixo, Guitarra, Teclado, Vocal de Apoio, Produção, Percussão, Programação - Rob Cavallo - Produção - James Ingram - Auxiliar - Stephen Marcussen - Masterização - Rob Mathes - Arranjos - Doug McKean - Engenheiro - Jamie Muhoberac - Piano, Teclado - Leon Pendarvis - Arranjos - Tim Pierce - Guitarra - Tim Roberts - Auxiliar - Serban Ghenea - Mixagem - Steve Jocz - Bateria - Suzie Katayama - A&R - John Rummen - Direção - Paul David Hager - Engenheiro - Greg Suran - Guitarra - Mike Fasano - Bateria - Scott Gutierrez - Auxiliar - Sonia d'Aloisio - Design - Chris Chaney - Baixo - Travis Barker - Bateria - Karl Egsieker - Engenheiro - Cheryl Jenets - Coordenação - Abe Laboriel Jr. - Bateria - Josh Wilbur - Engenheiro - Scott E. Moore - Auxiliar - John Hanes - Editor | - Deryck Whibley - Baixo, Produção, Fotógrafo, Mixagem, Guitarra - Keith Armstrong - Auxiliar - Steven Wolf - Bateria, Coodernação - Michael Caffery - Engenheiro - Chris Holmes - Engenheiro - Rouble Kapoor - Engenheiro - Seth Waldmann - Engenheiro - Becky Scott - Produção - Mark Liddell - Fotógrafo - Keith Gretlein - Engenheiro - Matt Beckley - Engenheiro - Nik Karpen - Auxiliar - Tom Syrowski - Engenheiro - Chris Soper - Engenheiro - David Campbell - Arranjos - Aniela Gottwald - Auxiliar - Wesley Seidman - Engenheiro - Tatiana Gottwald - Auxiliar - Dan Chase - Teclado, Programação - Robb Dipple - Design - Chris Lord-Alge - Mixagem - Tom Lord-Alge - Mixagem - Ken Allardyce - Engenheiro - Kenny Aronoff - Bateria - Paul Bushnell - Baixo - Larry Corbett - Violoncelo - Joel Derouin - Maestro - Josh Freese - Bateria - Brian Gardner - Masterização - Isobel Griffiths - A&R |

## Desempenho comercial
The Best Damn Thing tornou-se um grande sucesso comercial em todo o mundo. Na Europa, como um todo, o álbum atingiu a primeira colocação segundo a European Top 100 Albums, vendeu mais de um milhão de unidades sendo posteriormente certificado de platina pela pela Federação Internacional da Indústria Fonográfica (IFPI). Em alguns países do continente como Alemanha, Áustria e Itália, o álbum atingiu o primeiro lugar. No Reino Unido, The Best Damn Thing, se tornou o terceiro álbum consecutivo de Lavigne a alcançar o número um na principal tabela musical, retirando Year Zero, da banda Nine Inch Nails, do primeiro lugar no ranking. O álbum vendeu mais de 60 mil unidades na primeira semana no Reino Unido, Ao todo vendeu mais de 491,000 em solo britânico e posteriormente obteve certificação de platina pela British Phonographic Industry (BPI). Na Espanha, The Best Damn Thing estreou no número nove, abaixo do Under My Skin, que estreou no número um. Na França, atingiu a posição máxima de número três, vendendo mais de 75 mil unidades no país, sendo certificado com ouro pelo Syndicat National de l'Édition Phonographique. Na Austrália, The Best Damn Thing estreou em número um na tabela da ARIA, e vendeu 35.000 cópias, sendo credenciado como ouro pela Australian Recording Industry Association (ARIA). Foi o primeiro álbum de Lavigne que não alcançou o número um naquele país. No japão, estreou no número dois. Em sua segunda semana de lançamento, após a apresentação de Lavigne em "Music Station", ele alcançou o primeiro lugar, vendendo 150.000 cópias. Este é seu segundo álbum número um no Japão. Na tabela musical daquele país, ele vendeu 900, 307 cópias e foi o terceiro álbum mais vendido do ano, e o único álbum ocidental entre os 25 primeiros, obtendo posteriormente certificação de Milhão pela Recording Industry Association of Japan. Ele alcançou o número um no Taiwan e já havia certificado ouro em três dias. quando o álbum estava disponível em pré-venda. Era platina quando foi lançado nas lojas. Na Rússia recebeu quatro certificações de platina pelas vendas superiroes a 80 mil cópias no país, sendo o 3º álbum mais comercializado da gravadora Sony BMG no país em 2007. The Best Damn Thing vendeu mais de dois milhões de cópias somente na Ásia.
Na América do Norte, mais precisamente no Canadá, o álbum estreou no número um com 68.000 cópias vendidas, um pouco mais do que Under My Skin. Na segunda semana, houve uma queda de 62% nas vendas, cerca de 26.000 cópias vendidas. The Best Damn Thing já vendeu mais de 350.000 no país e recebeu duas certificações de platina. O álbum estreou no número um na Billboard 200 dos Estados Unidos, com 290.000 cópias vendidas, menos do que o anterior Under My Skin, que vendeu 381.000 na sua primeira semana e também chegou ao número um. The Best Damn Thing permaneceu número um em sua segunda semana nas paradas, vendendo 121.000 unidades, sendo atribuído o certificado de disco de diamante pela Recording Industry Association of America (RIAA), por ter comercializado mais de 1, milhão de unidades no país. The Best Damn Thing já vendeu mais de dez milhões de cópias em todo o mundo.
| Tabela musical (2007)                 | Melhor posição |
| ------------------------------------- | -------------- |
| Alemanha (Media Control Charts)       | 1              |
| Austrália (ARIA Charts)               | 2              |
| Áustria (Ö3 Austria Top 40)           | 1              |
| Brasil (Billboard)                    | 2              |
| Bélgica (Ultratop 50 de Flandres)     | 9              |
| Bélgica (Ultratop 40 da Valônia)      | 4              |
| Brasil (Ultratop 40 da Valônia)       | 4              |
| Canadá (Canadian Albums Chart)        | 1              |
| Croácia (HDU)                         | 32             |
| Dinamarca (Hitlisten)                 | 5              |
| Espanha (PROMUSICAE)                  | 2              |
| Estados Unidos (Billboard 200)        | 1              |
| Europa (European Top 100 Albums)      | 1              |
| França (SNEP)                         | 3              |
| Finlândia (Mitä hittiä)               | 8              |
| Grécia (IFPI Grécia)                  | 1              |
| Irlanda (Irish Albums Chart)          | 1              |
| Itália (FIMI)                         | 1              |
| Japão (Oricon)                        | 1              |
| México (Mexican Top 100 Albums Chart) | 3              |
| Mundo (IFPI)                          | 4              |
| Noruega (IFPI Noruega)                | 18             |
| Nova Zelândia (NZ Top 40 Albums)      | 2              |
| Países Baixos (MegaCharts)            | 1              |
| Reino Unido (UK Albums Chart)         | 1              |
| Polônia (Polish Music Charts)         | 4              |
| Portugal (Álbuns Top 30)              | 9              |
| Suécia (Sverigetopplistan)            | 6              |
| Suíça (Schweizer Hitparade)           | 2              |
| Taiwan (G-Music)                      | 1              |

| Tabela musical (2007)             | Melhor posição |
| --------------------------------- | -------------- |
| Argentina (CAPIF)                 | 19             |
| Austrália (ARIA Charts)           | 19             |
| Bélgica (Ultratop 50 de Flandres) | 74             |
| Bélgica (Ultratop 40 da Valônia)  | 44             |
| França (SNEP)                     | 38             |
| Nova Zelândia (RIANZ)             | 33             |
| México (AMPROFON)                 | 24             |
| Mundo (IFPI)                      | 4              |
| Rússia (2M)                       | 3              |

| Região                                                                                             | Certificação | Vendas     |
| -------------------------------------------------------------------------------------------------- | ------------ | ---------- |
| Argentina (CAPIF)                                                                                  | Ouro         | 20,000*    |
| Alemanha (BVMI)                                                                                    | Ouro         | 100,000*   |
| Austrália (ARIA)                                                                                   | 2× Platina   | 140,000^   |
| Áustria (IFPI Áustria)                                                                             | Platina      | 20,000*    |
| Bélgica (BVMI)                                                                                     | Ouro         | 15,000*    |
| Brasil (Pro-Música Brasil)                                                                         | Platina      | 100,000*   |
| Canadá (Music Canada)                                                                              | 2× Platina   | 200,000^   |
| Estados Unidos (RIAA)                                                                              | 2× Platina   | 1,700,000  |
| França (SNEP)                                                                                      | Ouro         | 75,000*    |
| Grécia (IFPI Grécia)                                                                               | Ouro         | 7,500^     |
| Hong Kong (IFPI Hong Kong)                                                                         | Ouro         | 20,000*    |
| Hungria (MAHASZ)                                                                                   | Ouro         | 3,000^     |
| Irlanda (IRMA)                                                                                     | 2× Platina   | 30,000^    |
| Japão (RIAJ)                                                                                       | Milhão       | 1,000,000^ |
| México (AMPROFON)                                                                                  | Platina      | 100,000^   |
| Polônia (ZPAV)                                                                                     | Ouro         | 10,000^    |
| Reino Unido (BPI)                                                                                  | Platina      | 491,000    |
| Rússia (NFPF)                                                                                      | 4× Platina   | 80,000*    |
| Suíça (IFPI Suíça)                                                                                 | Platina      | 30,000^    |
| Resumos                                                                                            |              |            |
| Europa (IFPI)                                                                                      | Platina      | 1,000,000  |
| ^distribuições baseadas apenas na certificação *números de vendas baseados somente na certificação |              |            |

## The Best Damn Thing CD/DVD
The Best Damn Thing CD/DVD é uma coletânea do terceiro álbum de estúdio de Avril Lavigne, The Best Damn Thing. Neste álbum são incluídas as 12 faixas que compõem o disco "The Best Damn Thing" e adicionando outras cinco faixas extras, mais um DVD com oito videoclipes dos singles: "Girlfriend", "When You're Gone", "Hot" e "Girlfriend (Dr. Luke Mix feat. Lil Mama)", ainda inclui quatro vídeos gravados em estúdios. Essa coletânea recebeu uma certificação de Disco de Ouro na Argentina, pelas mais de 20 mil cópias vendidas no país, segundo o CAPIF.

### Faixas
| The Best Damn Thing (CD) |                                                  |                              |                           |         |  |
| N.º                      | Título                                           | Compositor(es)               | Produtor(es)              | Duração |  |
| 1.                       | "Girlfriend"                                     | Lavigne, Gottwald            | Luke, Beckley[A], Wolf[A] | 3:37    |  |
| 2.                       | "I Can Do Better"                                | Lavigne, Gottwald            | Luke, Beckley[A], Wolf[A] | 3:17    |  |
| 3.                       | "Runaway"                                        | Lavigne, Gottwald, DioGuardi | Luke, Beckley[A], Wolf[A] | 3:48    |  |
| 4.                       | "The Best Damn Thing"                            | Lavigne, Walker              | Walker                    | 3:10    |  |
| 5.                       | "When You're Gone"                               | Lavigne, Walker              | Walker                    | 4:00    |  |
| 6.                       | "Everything Back But You"                        | Lavigne, Walker              | Walker                    | 3:03    |  |
| 7.                       | "Hot"                                            | Lavigne, Taubenfeld          | Luke, Beckley[A], Wolf[A] | 3:23    |  |
| 8.                       | "Innocence"                                      | Lavigne, Taubenfeld          | Cavallo                   | 3:53    |  |
| 9.                       | "I Don't Have To Try"                            | Lavigne, Gottwald            | Luke, Beckley[A], Wolf[A] | 3:17    |  |
| 10.                      | "One of Those Girls"                             | Lavigne, Taubenfeld          | Whibley                   | 2:55    |  |
| 11.                      | "Contagious"                                     | Lavigne, Brann, Taubenfeld   | Whibley                   | 2:11    |  |
| 12.                      | "Keep Holding On"                                | Lavigne, Gottwald            |                           | 4:02    |  |
| 13.                      | "Alone"                                          | Lavigne, Gottwald, Martin    | Luke, Beckley[A], Wolf[A] | 3:13    |  |
| 14.                      | "I Will Be"                                      | Lavigne, Gottwald, Martin    | Luke, Beckley[A], Wolf[A] | 4:00    |  |
| 15.                      | "I Can Do Better" (acústico)                     | Lavigne, Gottwald            | Luke, Beckley[A], Wolf[A] | 3:39    |  |
| 16.                      | "Girlfriend" ("Dr. Luke Remix") (com Lil Mama)   | Lavigne, Gottwald, Kirkland  | Luke                      | 3:24    |  |
| 17.                      | "Girlfriend" (The Submarines' Time Warp '66 Mix) | Lavigne, Gottwald            | Luke, Submarines[B]       | 3:10    |  |
| Duração total:           | Duração total:                                   | Duração total:               | Duração total:            | 58:05   |  |

| The Best Damn Thing (DVD) |                                                                      |                             |                |         |  |
| N.º                       | Título                                                               | Compositor(es)              | Diretor(es)    | Duração |  |
| 1.                        | "Everything Back But You" (ao vivo no Orange Lounge)                 | Lavigne, Walker             |                | 3:01    |  |
| 2.                        | "Girlfriend" (ao vivo no Orange Lounge)                              | Lavigne, Gottwald           |                | 3:39    |  |
| 3.                        | "Hot" (ao vivo no Orange Lounge)                                     | Lavigne, Taubenfeld         |                | 3:20    |  |
| 4.                        | "When You're Gone" (ao vivo no Orange Lounge)                        | Lavigne, Walker             |                | 3:53    |  |
| 5.                        | "Girlfriend" (vídeo musical)                                         | Lavigne, Gottwald           | Malloys        | 3:48    |  |
| 6.                        | "When You're Gone" (vídeo musical)                                   | Lavigne, Walker             | Klasfeld       | 4:00    |  |
| 7.                        | "Hot" (vídeo musical)                                                | Lavigne, Taubenfeld         | Rolston        | 3:22    |  |
| 8.                        | "Girlfriend" (vídeo musical da versão "Dr. Luke Remix" com Lil Mama) | Lavigne, Gottwald, Kirkland | Jones          | 3:24    |  |
| Duração total:            | Duração total:                                                       | Duração total:              | Duração total: | 28:27   |  |

## Histórico de lançamento
| País            | Data                | Formato              | Gravadora |
| --------------- | ------------------- | -------------------- | --------- |
| Mundo           | 11 de abril de 2007 | CD, download digital | Sony BMG  |
| Itália          | 11 de abril de 2007 | CD, download digital | Sony BMG  |
| Alemanha        | 13 de abril de 2007 | CD, download digital | Sony BMG  |
| Canadá          | 17 de abril de 2007 | CD, download digital | Sony BMG  |
| Estados Uniodos | 17 de abril de 2007 | CD, download digital | RCA       |